# Mohan vina

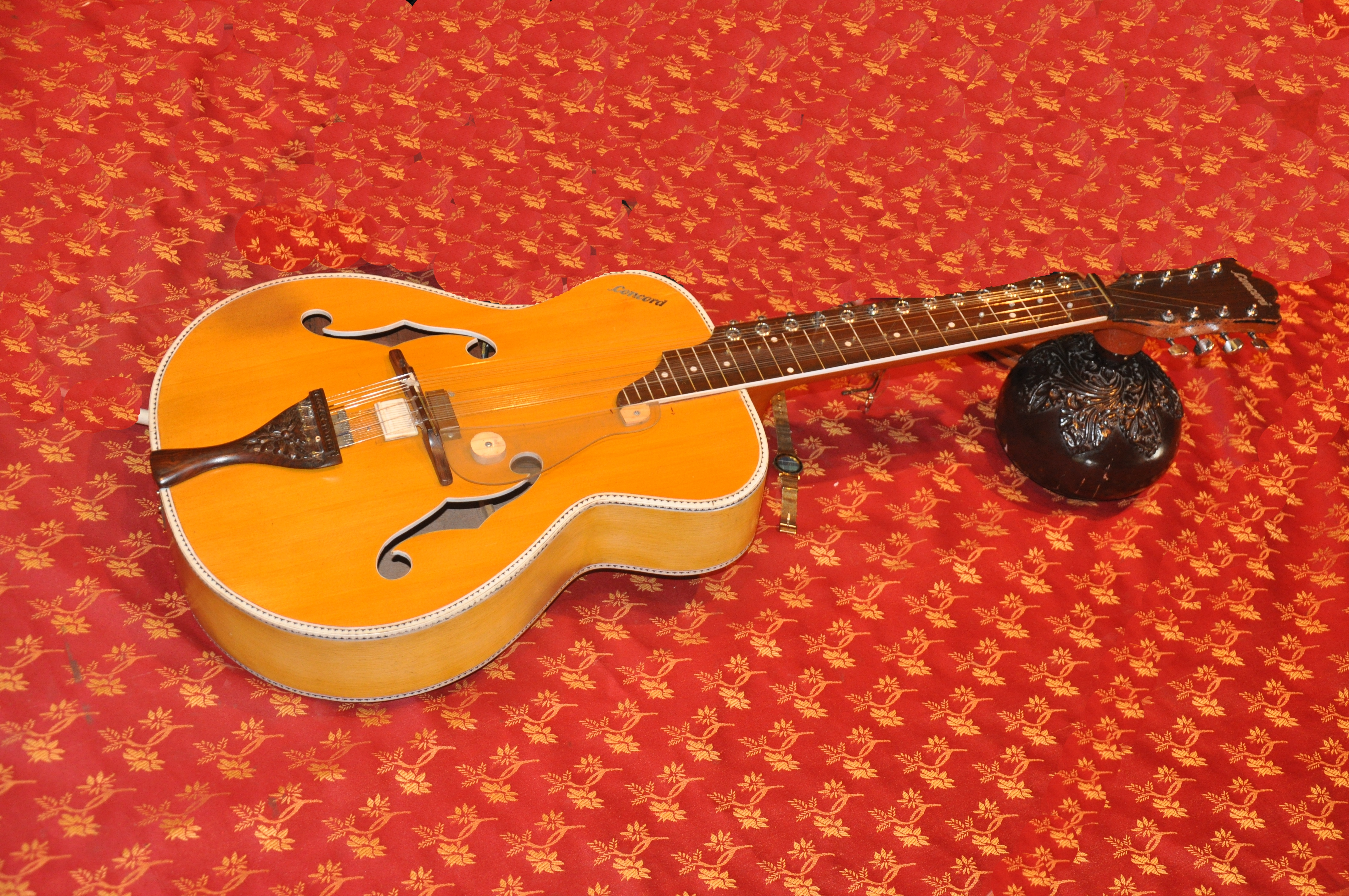
Mohan vina

La mohan vina es un instrumento de cuerda pulsada usado en música clásica de India. Su nombre deriva de su desarrollador, Vishwa Mohan Bhatt. 
Es una versión modificada de la guitarra archtop y contiene 20 cuerdas: 3 cuerdas melódicas, 5 cuerdas zumbadoras y 12 cuerdas simpáticas encordadas a los clavijeros montados al lado del mástil.
Tiene una calabaza unida a la parte anterior del mástil para mejorar la calidad de sonido y aumentar la vibración. Se sostiene en el regazo como una guitarra deslizante. Este instrumento se encuentra bajo tremenda tensión; el tirón total de las cuerdas es de 500 libras fuerza.
Algunos de los ejecutantes populares de este instrumento son Vishwa Mohan Bhatt, Harry Manx, Matt Malley y Satish Khanwalkar.